# Andrina Hodel
Andrina Hodel (* 2. Juni 2000) ist eine Schweizer Leichtathletin, die sich auf den Stabhochsprung spezialisiert hat.

## Karriere
Adrina Hodel, die seit 2010 für den LC Frauenfeld startet, wurde 2020 U23-Schweizermeisterin im Stabhochsprung. Bei den Schweizer Meisterschaften 2020 und 2021 wurde sie jeweils Zweite. Bei den 2021 ausgetragenen Olympischen Sommerspielen in Tokio nahm sie als jüngste Athletin des Stabhochsprungwettkampfs teil.
Ihre persönliche Bestleistung im Stabhochsprung beträgt 4,50 Meter.